# Салерано-Канавезе
Салерано-Канавезе (італ. Salerano Canavese, п'єм. Saleiran) — муніципалітет в Італії, у регіоні П'ємонт,  метрополійне місто Турин.
Салерано-Канавезе розташоване на відстані близько 550 км на північний захід від Рима, 50 км на північ від Турина.
Населення — 503 особи (2014).

## Демографія
Населення за роками:

Станом на 1 січня 2023 року в муніципалітеті офіційно проживали 23 іноземці з 7 країн, серед них 12 громадян країн Євросоюзу.

## Сусідні муніципалітети
- Банкетте
- Фйорано-Канавезе
- Івреа
- Лоранце
- Самоне